# Beavis és Butt-head lenyomja Amerikát
A Beavis és Butt-head lenyomja Amerikát (angolul: Beavis and Butt-head Do America) 1996-os filmvígjáték, amely az MTV Beavis és Butt-head című sorozatán alapul. A filmet Mike Judge írta és rendezte, a szereplők hangjait pedig Judge, Demi Moore, Bruce Willis, Robert Stack és Cloris Leachman szólaltatják meg. Magyarországon 1997. július 10-én vetítették a moziban és utána TV2-n adták le. 

## Cselekmény
A film középpontjában Beavis és Butt-head állnak, akik megpróbálják visszaszerezni ellopott televíziójukat, ezért az egész országot be kell járniuk.

## Szereplők
| Szereplők          | Színész    | Magyar hang   |
| ------------------ | ---------- | ------------- |
| Beavis             | Mike Judge | Láng Balázs   |
| Butt-Head          | Mike Judge | Dévai Balázs  |
| David Van Driessen | Mike Judge | Elek Ferenc   |
| Tom Anderson       | Mike Judge | Csík Csaba    |
| McVicker igazgató  | Mike Judge | Bácskai János |

## Fogadtatás
A filmet 1996. december 20.-án mutatták be, és 63.1 millió dolláros bevételt hozott a pénztáraknál, miután az első héten 20.1 millió dolláros bevétellel nyitott. A film 12 millió dollárba került. A Rotten Tomatoes honlapján 72%-ot ért el 53 kritika alapján, és 6.43 pontot szerzett a tízből. A Metacritic oldalán 64 pontot ért el a százból.
Roger Ebert "remek "vulgáris" szatírának" nevezte, és a Wayne világa című filmhez hasonlította. Gene Siskel és Ebert a Siskel and Ebert című műsorukban szintén pozitívan értékelték. A Port.hu oldalán 8.1 pontot ért el a tízből, 15 hozzászólás alapján. Az IMDb-n 6.8 pontot ért el a tízből.